# Latarnia Morska Sopot

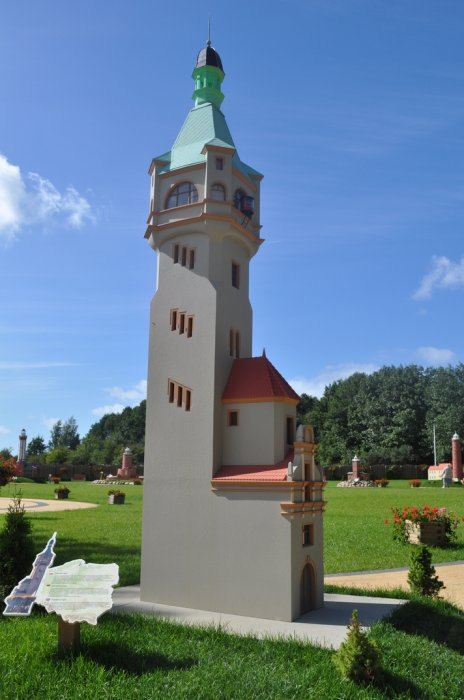
Latarnia Morska Sopot w Parku Miniatur Latarni Morskich w Niechorzu

Światło nawigacyjne w Sopocie – znak nawigacyjny na polskim wybrzeżu Bałtyku, położony w Sopocie (województwo pomorskie). Od czasu zmniejszenia zasięgu nominalnego do 7 mil morskich w lutym 1999 roku, według obowiązujących kryteriów w tym zakresie, nie jest już formalnie latarnią morską, ale dalej jest tak nazywana. Wieża obserwacyjna ze światłem jest udostępniona do zwiedzania.

## Dane techniczne
- Położenie: 54° 26′ 43,29″ N, 18° 34′ 13,63″ E
- Wysokość wieży: 30 metrów
- Wysokość światła: 25 metrów n.p.m.
- Zasięg światła: 7 Mm (12,964 km)
- Charakterystyka światła: Błyskowe
  - Światło: 0,3 s
  - Przerwa: 3,7 s
  - Okres: 4,0 s

## Historia
W 1903 roku w Sopocie wybudowano zakład balneologiczny, który istniał do II wojny światowej. Po zakończeniu działań wojennych obiekt przejęło miasto. Urządzono tam łaźnię. W 1956 roku budynek przekazano Szpitalowi Reumatologicznemu.
Kiedy w 1975 roku zmodernizowano szpitalną kotłownię, dotychczas bardzo uciążliwy dymiący komin stał się zbędny. Przebudowano go i umieszczono na nim źródło światła. Początkowo światło to nie było uznawane za latarnię morską ze względu na niewielki zasięg (5 mil morskich), dopiero po zmianie urządzenia optyczno-świetlnego i uzyskaniu nominalnego zasięgu świetlnego ponad 17 mil morskich, stało się latarnią morską. Obecnie światło ma zasięg nominalny 7 mil morskich i formalnie nie jest już zaliczane do polskich latarni morskich.